# 黒田源次
黒田 源次（くろだ げんじ、1886年12月4日 - 1957年1月13日）は、熊本県出身の日本の心理学者・美術史家。号は「喪心亭」、「薼廬」。

## 経歴
出生から修学期
1886年、熊本県熊本市で有馬源内の次男として生まれた。黒田家の養子となった。済々黌、第五高等学校を経て、京都帝国大学文科大学哲学科に進学。心理学専攻で学び、1911年に卒業。同大学大学院に進学した。
研究者として
1914年、京都帝国大学医科大学の副手に採用され、生理学を修めた。1920年、医学部講師に昇格。1923年、学位論文『両眼視現象の研究に就て』を京都帝国大学に提出して文学博士号を取得。1924年、日独文化協会日本研究所の初代所長として文部省海外研究生になってベルリンに駐在。ライプチヒとベルリンで学んだ。
満州医科大学時代
1926年に帰国して、満州医科大学教授に就いた。1929年、満州医科大学の中に東亜医学研究室を創設した。1931年、再び生理学研究のため欧州に留学し、1934年まで滞在した。1939年、満州医科大学附属図書館館長、医学陳列館館長、予科主事となった。また、東亜医学研究所所長に就いた。
太平洋戦争後
1946年、敗戦に伴い引き揚げ帰国。1947年、東京国立博物館陳列科嘱託、国立博物館奈良分館長に就いた。1952年、奈良国立博物館館長に就任(～1957年)。1952年、奈良国立文化財研究所所長となった。在任中に発病し、1957年に心臓疾患のため入院中の大阪大学医学部附属病院で死去。

## 研究内容・業績
関心は多岐にわたり、研究は心理学、医学、薬学、支那学、考古学、美術史、日本古代史など多方面に及んだ。
民具研究
1924年に発足した関西の郷土玩具の研究・同好会である「婢子会」の同人であった。

## 家族・親族
- 実父：有馬源内は政治家。熊本市会初代議長。
- 実兄：有馬成甫は海軍大佐[7]。

## 著書
著書
- 『芭蕉翁伝』聚英閣 1923
- 『条件反射論：意識生活の生理学的解釈』生田書店 1924
- 『心理学の諸問題』寶文館 1926
- 『シーボルト研究』1927
- 『西洋画の影響を受けたる日本画』京都中外出版株式会社 1928
- 『上方絵一覽』佐藤商太郎商店 1929
  - 再版 東洋書院 1978
- 『長崎系洋画』創元社 1932
- 『最近独逸に於ける日本学研究の傾向』日独文化協会 1934
- 『宋以前医籍考』(全3冊) 東亜医学研究所 1936-1940
- 『高勾麗と契丹』(戦時夏期大学講座 6) 平壤商工会議所 1943
- 『満洲史観：滿洲史の時代的区分』満州民族学会 1943
- 『司馬江漢』東京美術 1972
- 『気の研究』東京美術 1977

共編著
- 『熱河 寶物館：避暑山莊：尊經閣』編、満日文化協会 1941
- 『遼の陶磁』(陶器全集 14) 杉村勇造共著、平凡社 1958

論文
- 「注意作用の分類に就て」『心理研究』第1巻 1912年
- 「視覚の範囲に於ける刺激閾の意味」『心理研究』 第4巻 1913年
- 「色彩感覚刺激閾の実験的研究」『心理研究』 第5巻 1914年
- 「パブロフの条件反射研究法に就て」『心理研究』第10巻 1916年
- 「反復作用説に就いて」『心理研究』第11巻 1917年
- 「両眼視野の優越、闘争及び融合を規定する外部条件について」『日本心理学雑誌 (京都)』 第1巻 1号 1918年

## 黒田源次に関する資料
- 『有馬源内と黒田源次：父子二代の一〇〇年』砂川雄一・砂川淑子著 2006-2007
  - 増補改訂版 2014年